# 高指山 (埼玉県)

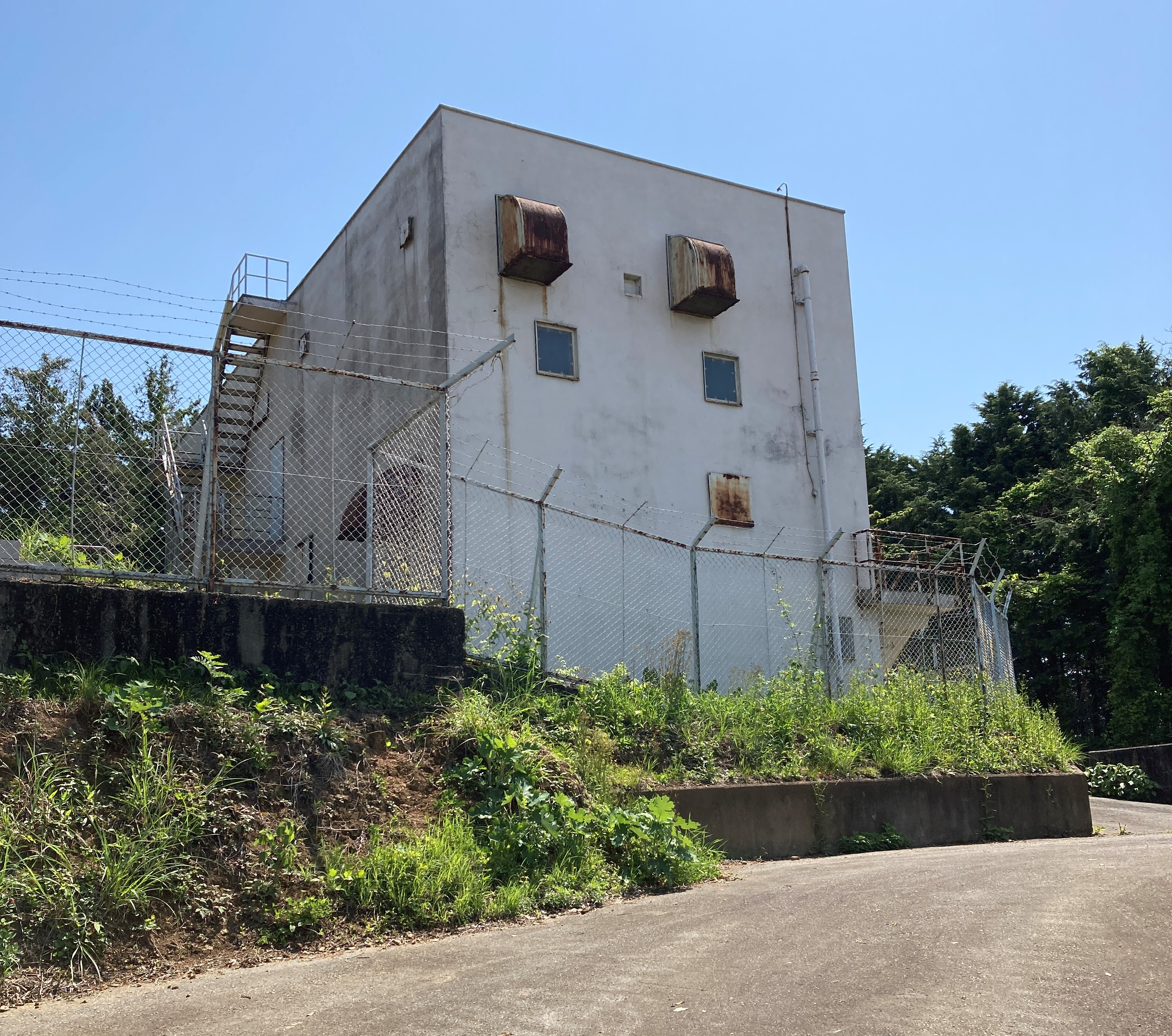
NTT高指無線中継所跡

高指山（たかさしやま）は埼玉県日高市にある標高332mの山である。かつては山頂にNTTの高指無線中継所があった。物見山と日和田山を結ぶ尾根の途中にあり、山頂付近を奥武蔵自然歩道が通る。最寄り駅は高麗駅。

## 周辺
- JR東日本 高麗川駅
- 西武鉄道池袋線 高麗駅
- 国道299号